# Hojo Tokimochi
Hojo Tokimochi (Japans: 北条時茂) (1240 - 18 februari 1270) van de Hojo-clan was de vijfde kitakata rokuhara tandai (hoofd binnenlandse veiligheid te Kioto) van 1256 tot aan zijn dood in 1270. 